# Svenska Saxofonkvartetten
Svenska Saxofonkvartetten är en musikgrupp som bildades 1984 av Christer Johnsson.
Fasta medlemmar är Christer Johnsson, sopransaxofon, Per Friman, altsaxofon, Martin Eriksson, tenorsaxofon, Ronny Stensson, barytonsaxofon.